# Claudia Garnier
Claudia Garnier (* 24. Mai 1970 in Lich) ist eine deutsche Historikerin. Seit 2011 lehrt sie als Professorin für „Geschichte der Vormoderne“ an der Universität Vechta.

## Leben und Wirken
Claudia Garnier studierte von 1989 bis 1994 Mittlere und Neuere Geschichte und Slawistik an der Justus-Liebig-Universität Gießen und der Universität Kazan. Von 1994 bis 1995 war sie bei Heinhard Steiger am Lehrstuhl für Völkerrecht, Recht der Internationalen Organisationen und Europarecht an der Justus-Liebig-Universität Gießen tätig. Von 1995 bis 1997 war sie wissenschaftliche Mitarbeiterin bei Gerd Althoff am Lehrstuhl für Mittelalterliche Geschichte an der Rheinischen Friedrich-Wilhelms-Universität Bonn. Im Jahr 1998 wurde Garnier in Gießen mit einer von Gerd Althoff betreuten Arbeit über politische Freundschaft und fürstliche Netzwerke im 13. Jahrhundert promoviert. Von 1998 bis 2008 war sie Wissenschaftliche Assistentin bei Althoff an der Westfälischen Wilhelms-Universität. Sie habilitierte sich 2008 mit einer Studie zur „Kultur der Bitte“ im mittelalterlichen Reich. Im selben Jahr war sie Vertretungsprofessorin für Bernd Schneidmüller an der Ruprecht-Karls-Universität Heidelberg. Von September 2008 bis 2011 war sie Lehrkraft für besondere Aufgaben am Exzellenzcluster „Religion und Politik“ in Münster. Seit Frühjahr 2011 lehrt Garnier als Professorin für Geschichte der Vormoderne an der Universität Vechta. Sie ist Mitglied der Vereinigung für Verfassungsgeschichte.
Ihre Forschungsschwerpunkte sind die politische Netzwerkbildung im ausgehenden Mittelalter, die Konfliktbeilegung und Schiedsgerichtsbarkeit im späten Mittelalter, die Fehdeführung im Spätmittelalter, die Kommunikationsformen in der mittelalterlichen Herrschaftsordnung, die Strategien interkultureller Kommunikation zwischen Ost und West, die politischen und religiösen Ausschlussverfahren im Hoch- und Spätmittelalter. In ihrer Dissertation analysierte Garnier Freundschaftsverträge in der zweiten Hälfte des 13. Jahrhunderts. Geographisch konzentrierte sie sich auf den Einflussbereich der vier rheinischen Königswähler, weil „die Herrschaftsbereiche dieser Fürsten eine mehr oder weniger geschlossene politische Einheit bildeten“ und „quellentechnisch außerordentlich gut erschlossen sind“. Dabei untersuchte sie die Auswirkungen der wachsenden Schriftlichkeit im Hochmittelalter auf symbolische Verhaltensweisen. Seit dem 12. Jahrhundert nahmen schriftlich fixierte Verträge zu. Die Schrift ersetzte aber die symbolischen Handlungen nicht, sondern ergänzte sie um Details, die symbolisch nicht auszudrücken waren. In ihrer Habilitationsschrift untersuchte sie das politische Instrument der Bitte in der weltlichen Herrschaftspraxis im mittelalterlichen Reich. Garnier hob hervor, dass durch die Bitte im Vergleich zum Befehl „verschiedene, sich auf den ersten Blick einander ausschließende Konzeptionen politischer Ordnungsvorstellungen auf einen Nenner gebracht werden“ konnten.
Mit Christiane Vogel gab Garnier 2016 ein Beiheft der Zeitschrift für Historische Forschung heraus. Der Band ist das Ergebnis einer Tagung, die 2012 an der Universität Vechta stattfand. Nach einer Einleitung behandeln sechs Artikel die Außenbeziehungen mittel- und westeuropäischer Mächte zu ihren östlichen Nachbarn mit einem besonderen Augenmerk auf die Bedeutung symbolischer Kommunikation. Zwar kann „die Sprache der Rituale im Kulturkontakt der Vormoderne [...] als lingua franca“ angesehen werden, jedoch führte die symbolische Kommunikation auch häufig zu Konflikten und Missverständnissen. Vor allem an den Beispielen der Außenbeziehungen zum Osmanischen Reich und zu Russland zeige sich „das Potenzial und die Grenzen symbolischer Kommunikation in interkulturellen diplomatischen Kontakten der Vormoderne“. Die Autoren wollen mit ihren Studien einen Beitrag zur Erforschung der „interkulturellen Dimension vormoderner Diplomatie“ leisten. Garnier war 2021 Herausgeberin eines Sammelbandes. Die sechs Beiträge des Sammelbandes gehen zurück auf eine Tagung im Februar 2015 in Vechta, die sich mit Formen, Konzepten und Funktionen von Gewalt im Mittelalter beschäftigt hat. Garnier befasste sich dabei mit Metaphern von Tod und Vernichtung.

## Schriften
Monografien
- Amicus amicis – inimicus inimicis. Politische Freundschaft und fürstliche Netzwerke im 13. Jahrhundert (= Monographien zur Geschichte des Mittelalters. Band 46). Hiersemann, Stuttgart 2000, ISBN 3-7772-0001-8 (Zugleich: Gießen, Universität, Dissertation, 1998).
- Die Kultur der Bitte. Herrschaft und Kommunikation im mittelalterlichen Reich. WBG, Darmstadt 2008, ISBN 978-3-534-21956-8 (Zugleich: Münster (Westfalen), Universität, Habilitations-Schrift, 2007–2008).

Herausgeberschaften
- mit Hermann Kamp: Die Spielregeln der Mächtigen. Mittelalterliche Politik zwischen Gewohnheiten und Konventionen. Wissenschaftliche Buchgesellschaft, Darmstadt 2010, ISBN 978-3-534-23014-3.
- Interkulturelle Ritualpraxis in der Vormoderne. Diplomatische Interaktion an den östlichen Grenzen der Fürstengesellschaft (= Zeitschrift für historische Forschung. Beiheft. Band 52). Duncker & Humblot, Berlin 2016, ISBN 978-3-428-84784-6.
- Konzepte und Funktionen der Gewalt im Mittelalter (= Geschichte – Forschung und Wissenschaft Band 72). Lit, Berlin 2021, ISBN 978-3-643-14646-5.